# Order Orła Rzymskiego
Cywilny i Wojskowy Order Orła Rzymskiego (wł. Ordine civile e militare dell'Aquila romana) – odznaczenie Królestwa Włoch nadawane w latach 1942–1944, później odznaczenie efemerycznej Włoskiej Republiki Socjalnej do 1945, jeszcze później rodzaj pseudo-zakonu rycerskiego pozostającego pod kierownictwem potomków dyktatora Mussoliniego.

## Historia i insygnia

### Order królewski
Order został ustanowiony 14 marca 1942 roku przez króla Wiktora Emanuela III jako odznaczenie cywilne i wojskowe przeznaczone wyłącznie dla cudzoziemców i był głównie nadawany sojusznikom Włoch w czasie II wojny światowej. Posiadał pięć klas według schematu Legii Honorowej:
- Kawaler Wielkiego Krzyża (Cavaliere di Gran Croce)
- Wielki Oficer (Grande ufficiale)
- Komandor (Commendatore)
- Oficer (Ufficiale)
- Kawaler (Cavaliere)

Pod koniec jego istnienia dodano jako szczególne wyróżnienie stopień Kawalera Złotego Wielkiego Krzyża. Order posiadał także dwa związane z nim medale, srebrny i brązowy. 5 października 1944 order został zniesiony poprzez dekret regenta Włoch, ks. następcy tronu Humberta.
Insygnia orderu to oznaka oraz gwiazdy I. i II. klasy. Oznaką był emaliowany na biało krzyż grecki z rozszerzonymi zakończeniami ramion. W medalionie środkowym awersu znajdował się złoty ukoronowany orzeł rzymski w niebieskim polu z białym krzyżem dynastii sabaudzkiej na piersi, w medalionie rewersu złoty fasces w niebieskim polu. Między ramionami krzyża znajdował się zielony wieniec laurowy, w kategorii wojskowej dodawano tam skrzyżowane gladii, rzymskie miecze. Gwiazda I. klasy była srebrna (lub złota dla dodatkowej I. klasy), ośmiopromienna, i nosiła na sobie awers oznaki, gwiazda II. klasy miała kształt rombu. Order był noszony na ciemnoczerwonej (bordowej) wstążce z obustronnymi żółtymi bordiurami.
| Sposób noszenia odznaczeń     | Sposób noszenia odznaczeń | Sposób noszenia odznaczeń | Sposób noszenia odznaczeń |
| ----------------------------- | ------------------------- | ------------------------- | ------------------------- |
|                               |                           |                           |                           |
| Baretki i liczba odznaczonych |                           |                           |                           |
| Medal brązowy                 | Medal srebrny             | Kawaler 152 nadania       | Oficer 148 nadań          |

| Sposób noszenia odznaczeń     | Sposób noszenia odznaczeń | Sposób noszenia odznaczeń                     | Sposób noszenia odznaczeń                    |
| ----------------------------- | ------------------------- | --------------------------------------------- | -------------------------------------------- |
|                               |                           |                                               |                                              |
| Baretki i liczba odznaczonych |                           |                                               |                                              |
| Komandor 92 nadania           | Wielki Oficer 45 nadań    | Kawaler Wielkiego Krzyża (srebrnego) 18 nadań | Kawaler Wielkiego Krzyża (złotego) 2 nadania |

### Order Mussoliniego
Dekretem z dnia 2 marca 1944 Benito Mussolini przejął order jako główne odznaczenie stworzonej przez siebie Włoskiej Republiki Socjalnej. Poprzedni podział na klasy zachowano, ale zmieniono wygląd medalionu środkowego oznaki: umieszczono tam nieukoronowanego orła rzymskiego, zrywającego się do lotu, bez tarczy sabaudzkiej na piersi. Medalion rewersu pozostał niezmieniony. Dekret rozszerzył przyznawanie orderu. udostępniając go obywatelom włoskim.

### Powojenne losy orderu
Po śmierci ojca w dniu 28 kwietnia 1945 starszy syn dyktatora Vittorio (1916–1997) ogłosił się „Głową i Wielkim Kanclerzem” (Capo e Gran Cancelliere) orderu Orła Rzymskiego i stworzył z niego order domowy dynastii Mussolinich, nie mając do tego prawa, gdyż ojciec mimo ogromu swej władzy nie był głową koronowaną. Order miał być nadawany za zasługi dla miasta Rzymu, Roma, caput mundi et urbe æterna (Rzymu, głowy świata i Wiecznego Miasta) i dla ludzkości, popoli componenti l'umana famiglia (narodów tworzących rodzinę ludzką). Po śmierci Vittoria rolę głowy pseudo-zakonu przejął młodszy brat Romano Mussolini (1927–2006). Po jego śmierci „zakon rycerski” Orła Rzymskiego nie przestał istnieć, kieruje nim obecnie kapituła składająca się z posiadaczy Wielkiego Krzyża orderu. Insygnia są identyczne z oznakami orderu z czasów Włoskiej Republiki Socjalnej.